# Noboru Tsujihara
Noboru Tsujihara (辻原 登, Tsujihara Noboru), de son vrai nom Hiroshi Murakami, né le 15 décembre 1945 à Inami, est un romancier japonais.

## Prix littéraires
- 1990 Prix Akutagawa pour Mura no namae (村の名前)
- 1999 Prix Yomiuri pour Tobe kirin
- 2000 Prix Tanizaki pour Yudotei Enboku (遊動亭円木)
- 2005 Prix Kawabata pour Kareha no naka no aoi honoo (枯葉の中の青い炎)

## Livres publiés
- Manon no nikutai (マノンの肉体), Tōkyō : Bungei Shunjū, 1990.
- Mura no namae (村の名前), Tōkyō : Bungei Shunjū, 1990.  (ISBN 4-16-312050-5).
- Yuri no kokoro (百合の心), Tōkyō : Kōdansha, 1990.
- Shinrinsho (森林書), Tōkyō : Bungei Shunjū, 1994.  (ISBN 4-16-314460-9).
- Kazoku shashin : tanpenshū (家族 写真 : 短編集), Tōkyō : Bungei Shunjū, 1995.  (ISBN 4-16-315390-X).
- Dare no mono demo nai kanashimi (だれのものでもない悲しみ), Tōkyō : Chūō Kōronsha, 1995.
- Sōgyōsha wa nanadaime : Jasuko kaichō, Okada Takuya no ikikata (創業者は七代目 : ジャスコ会長, 岡田卓也の生き方), Tōkyō : Mainichi Shinbunsha, 1995.
- Yūdō Teienboku (遊動亭円木), Bungei Shunjū, 1999.
- Hatsunetsu (初熱), Tōkyō : Nihon Keizai Shinbunsha, 2001.
- Yakusoku yo (約束よ), Tōkyō : Shinchōsha, 2002.
- Jasumin (ジャスミン), Tōkyō : Bungei Shunjū, 2004.
- Yūdōtei Enboku (遊動亭円木), Tōkyō : Bungei Shunjū, 2004.
- Kareha no naka no aoi honoo (枯葉の中の青い炎), Tōkyō : Shinchōsha, 2005.